# Franco Brevini
Franco Brevini (Milano, 10 luglio 1951) è uno storico della letteratura, critico letterario e saggista italiano.

## Biografia
È stato professore associato di Letteratura italiana all'Università degli Studi di Bergamo.
Dopo la monografia Pasolini (Mondadori, 1981), nata dalla tesi di laurea con Sergio Antonielli presso l’Università degli Studi di Milano, per una ventina d’anni ha studiato le tradizioni letterarie in dialetto, pubblicando saggi e introduzioni critiche, oltre a una serie di volumi, fra cui l’antologia Poeti dialettali del Novecento (Einaudi, 1987); la monografia Le parole perdute. Dialetti e poesia nel nostro secolo (Einaudi, 1990) e La poesia in dialetto. Storia e testi dalle origini al Novecento, 3 voll., (Mondadori 1999), un vastissimo panorama che costituisce ad oggi il contributo più sistematico dedicato alla produzione poetica nei dialetti italiani. «Allestire in tre Meridiani un'antologia di tutta la poesia italiana scritta nei vari dialetti è impresa monumentale e altamente meritevole (le antologie settoriali non mancavano). L'ha compiuta, egregiamente, lo studioso che già si era affermato come il maggior competente di poesia dialettale contemporanea, Franco Brevini. E l'ha compiuta, diciamolo subito, senza saltare nessun ostacolo e con uno straordinario spiegamento di mezzi» (Pier Vincenzo Mengaldo, Corriere della sera, 10 novembre 1999). «Il lavoro di Brevini ha il merito non piccolo di affrontare le varie realtà dall'interno e dall'esterno, offrendo dunque campioni di voci che mai hanno avuto una vera circolazione nazionale accanto a quelle che del dialetto si son fatte forti e capaci di imporsi all'attenzione di tutti» (Paolo Mauri La Repubblica, 11 dicembre 1999).
Dal ventennale lavoro sui poeti dialettali è nata La letteratura degli italiani (Feltrinelli 2010), un saggio in cui, partendo dalla questione della lingua, ricostruisce lo scollamento tra la produzione letteraria e la vita del paese.
Ha allestito le edizioni critiche di alcuni autori tra Sette e Ottocento e ha collaborato alle maggiori storie della letteratura degli ultimi anni, tra cui la Letteratura italiana diretta da Alberto Asor Rosa e pubblicata da Einaudi (1982-2000).
Negli ultimi dieci anni i suoi interessi si sono venuti spostando verso le scienze umane, pur restando la letteratura uno strumento privilegiato di interpretazione dei fenomeni. Nel 2008 ha pubblicato Un cerino nel buio. Come la cultura sopravvive a barbari e antibarbari (Bollati Boringhieri), in cui prende posizione sul dibattito della cosiddetta barbarie della civiltà contemporanea, rigettando le posizioni apocalittiche.
Nel 2013 ha pubblicato L’invenzione della natura selvaggia. Storia di un’idea dal XVIII secolo a oggi (Bollati Boringhieri), un ampio saggio in cui ricostruisce la nascita dell’idea di natura in cui tutt’oggi ci riconosciamo sullo sfondo della modernizzazione industriale. L’autore contrappunta la riflessione sulla wilderness e sull’ecologia, sull’intelligenza animale e sull’etica ambientale, con l’esperienza diretta di anni di alpinismo, di viaggi e di esplorazioni.
Nel 2017 è uscito Così vicini, così lontani. Il sentimento dell’altro, fra viaggi, social, tecnologie e migrazioni (Baldini & Castoldi) in cui, partendo dalla lontananza e dalla vicinanza, che costituiscono la diastole e la sistole dell’indagine, Brevini sviluppa una sorta di telemetria sociale e culturale ad ampio spettro, attingendo a una cassetta degli attrezzi interdisciplinare, che spazia dalla letteratura, all’antropologia, dalla sociologia alla psicologia, fino alle nuove scienze maturate intorno al mondo digitale. In polemica con l’efficientismo tecnocratico, mostra come tutti noi restiamo consegnati ai nostri metronomi naturali, alle ragioni del corpo, ai tempi della mente. Ma proprio le barriere invalicabili di homo sapiens possono offrire una via di fuga per sottrarci all’omologazione, alla distruzione dei grandi orizzonti, alle chimere informatiche. «Brevini, che è uno studioso di letteratura (soprattutto di poesia dialettale), ma anche un viaggiatore e alpinista, ci ha regalato, qualche anno fa, un libro-attraversata nel concetto di natura selvaggia (doppiamente declinata come wilderness e come wildness) che si può affiancare tranquillamente a quest’ultimo nello sforzo, pressoché titanico, di abbracciare la totalità, quasi sfidandola, tale e tanta è la messe di materiali, di riferimenti (anche bibliografici) che viene chiamata in campo: dalla Commedia dantesca ai più aggiornati trattati neuro-scientifici, dai memoir del Grand Tour al pensiero di Martin Heidegger, dal Giorno di Giuseppe Parini ai tropici (sempre meno tristi) di Claude Lévi-Strauss alle ultime diagnosi sulla cosiddetta “età dell’empatia”» (Paolo Di Stefano, Corriere della sera, 13 dicembre 2017).
Nel 2021 presso Raffaello Cortina è apparso Abbiamo ancora bisogno degli intellettuali? La crisi dell'autorità culturale, un ampio saggio che ricostruisce i rapporti tra élite e masse alla luce della revoca del mandato sociale sofferta dagli uomini di cultura negli ultimi decenni. Gli argomentii affrontarti sono il modificarsi dei modelli di eccellenza e il rapporto variabile tra "i più numerosi e i migliori", la nascita dell'individualismo, il complottiamo e la post-verità, la crisi della scuola, la rivoluzione digitale e i nuovi poteri, le tecnocrazie. Un capitolo conclusivo si interroga sulle possibili soluzioni alla crisi dell'autorità culturale, rilanciando il tema della responsabilità. «Il libro - ha scritto Bruno Pischedda su Doppiozero del 28 gennaio 2022 - si basa su un’ampia e diversificata platea di contributi (discipline filosofico-letterarie, scientifiche, informatiche, statistiche, psico-sociali, socio-economiche), fornendo a conti fatti un pregevole esempio di specialismo multilaterale. Ne viene una sorta di ibrido, o di Trattato-Pamphlet, forse di impronta anglosassone, che di rado e comunque a fatica è frequentato dai saggisti nostrani». 
Nello stesso anno l'autore ha festeggiato i settant'anni con Una seconda possibilità (La Quadra, Brescia), «un libro - ha notato Roberto Carnero sul Piccolo di Trieste del 26 luglio 2021 - che appartiene al genere di quella che oggi viene indicata con il vocabolo inglese "autofiction", ma che potremmo anche chiamare, più semplicemente, "romanzo autobiografico"». In questo racconto lungo Brevini narra l'incontro con la giovane moglie Tiziana e l'emozionata paternità tardiva, vissuti in una trama di sentimenti e di emozioni, che sono una celebrazione della vita e delle sue occasioni.
Parallelamente all’insegnamento universitario e alla ricerca scientifica, Brevini ha svolto un’intensa attività alpinistica e ha compiuto viaggi in aree remote del pianeta: Atlante, Acacous, Sahara, Iran, Himalaya, Ladakh, India, Malaysia, Borneo, Patagonia, Terra del Fuoco, Capo Horn, Argentina, Baja California, Canada. La passione per il mondo artico lo ha portato in Lapponia, alle Far Oer, alle Svalbard, in Islanda, sull’Inlandsis della Groenlandia, in Siberia e al Polo Nord. Da questi viaggi sono nati, oltre a reportages su quotidiani e periodici, alcuni volumi autobiografici:Ghiacci. Uomini e avventure dalle Alpi al Grande Nord (Mondadori 2002), Il ponte dell'Erfolet. Come sono diventato alpinista (Le Chateau, 2002), Rocce. Dal Borneo alle Lofoten, dalle Alpi al Sahara. Avventure di uomini in scalata (Mondadori 2004). Nel volume storico La sfinge dei ghiacci. Gli italiani alla scoperta del Grande Nord (Hoepli 2009), ha ricostruito il ruolo pionieristico degli italiani, che, giunti per primi a Capo Nord e al Polo Nord, possono rivendicare un posto non secondario nell'esplorazione dei quadranti settentrionali.

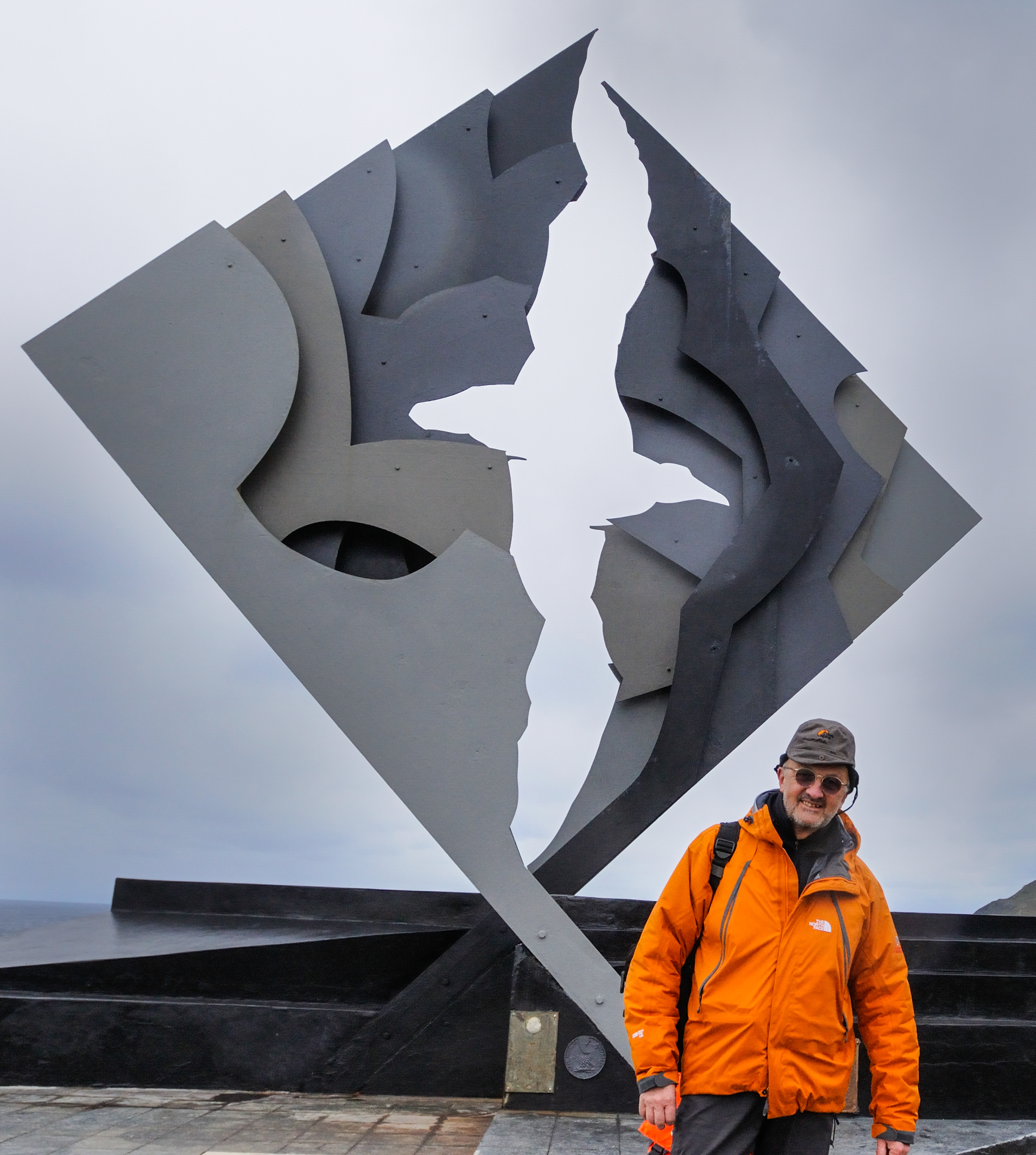
Franco Brevini a Capo Horn

Nel 2015 è uscito Alfabeto verticale. La montagna e l’alpinismo in dieci parole (Il Mulino), in cui ha tentato un rinnovamento della letteratura di montagna, sperimentando l’alternanza di ricostruzione storica, riflessione saggistica e racconto di esperienze vissute. Il volume è stato seguito nel 2017, sempre dal Mulino, da Simboli della montagna, un viaggio nell’immaginario delle alte terre, partendo dalle icone, dagli emblemi, dalle figurazioni, che le hanno espresse nel corso dei secoli: gli animali, il Cervino, lo chalet svizzero, l'Edelweiss, Heidi e la piccozza. Nel 2019 ha pubblicato, di nuovo dal Mulino, Il libro della neve, uno studio sull’immaginario della neve nella cultura occidentale, che, sorretto da un vasto corredo iconografico, spazia dalla letteratura all’antropologia, dalla storia all’arte, dalla linguistica alle scienze, fino al mondo degli sport invernali. «Il Libro della neve è frutto di una pluridecennale frequentazione di Brevini con biblioteche e ghiacciai, vette e volumi, rotte artiche e aule universitarie. Il risultato è uno spettacolare trattato di nivologia che scandaglia miti e archetipi, mode e leggende, con un testo che si presta a letture rapsodiche ed errabonde e con un corredo di immagini abbagliante» (M. Tedeschi. Corriere della sera, 10 dicembre 2019). Il libro della neve ha vinto il premio Itas 2020.
Nel 2024 ha pubblicato ancora dal Mulino La conquista della lontananza. Viaggi, incontri, scoperte, un ampio saggio in cui, mettendo a frutto una vita da viaggiatore, ripercorre la storia della scoperta e dell’esplorazione del Pianeta. «Un libro - ha scritto Alfonso Berardinelli sul Foglio del 29 febbraio 2024 - fondamentalmente autobiografico benché documentatissimo». Fra gli argomenti, gli strumenti di orientamento e la rappresentazione del mondo dalle carte geografiche alle tecnologie satellitari; le questioni antropologiche suscitate dall’incontro con i popoli d’oltremare, ma anche le ricadute sulla cultura europea; l’arrivo di nuovi prodotti e le mode suscitate dall’esotico; la mobilità delle donne tra discriminazione e sfida; i viaggi fantastici e immaginari; l’evoluzione dei mezzi di trasporto, i tempi lenti dell’antico e le ricadute della velocità sull’immaginario contemporaneo; il turismo tra democratizzazione del viaggio e omologazione planetaria; il pedestrian tour e la riscoperta del corpo come strumento di un rapporto più autentico con i luoghi; le migrazioni degli uomini in fuga dalla fame e dalla guerra; la nuova frontiera del turismo spaziale. «Un viaggio, appunto, nel labirinto dei viaggi - ha notato Mario Baudino sulla Stampa del 5 marzo 2024 - quelli raccontati, dipinti, documentati o fantastica, insomma lo sterminato corpus di narrazioni che dall’antichità più remota [...] arriva ai giorni nostri, fra turismo di massa e migrazioni».
Ha presieduto il Centro studi «Carlo Porta», che la Regione Lombardia ha fondato presso il Circolo Filologico di Milano, progettando il Vocabolario storico dei dialetti lombardi. In collaborazione con la Regione Lombardia e con il Piccolo Teatro di Milano, è stato direttore artistico delle due edizioni della rassegna Volgar' Eloquio. Musica, teatro, poesia in dialetto svoltasi nel 2009 nel capoluogo lombardo. È presidente del Premio letterario promosso da Luberg presso l'università di Bergamo.
È stato responsabile scientifico a livello mondiale per l'Anno Internazionale delle Montagne proclamato dall'ONU nel 2002; nel 2003 ha coordinato la ricerca «Montagne e comunicazione» promossa dalla Società economica valtellinese; nello stesso anno è stato direttore scientifico del Progetto «Montagne Sicure» varato dal Governo della Repubblica Italiana e gestito dall'Istituto Nazionale di Ricerche sulla Montagna in collaborazione con diversi altri enti; sempre nel 2003 ha condotto su Rai 3 la trasmissione settimanale QM-Qui Montagne; nel 2004-05 è stato Direttore della Comunicazione dei Campionati Mondiali Fis di sci alpino (Bormio, Lombardia, 2005).
Ha scritto su Panorama e L'Espresso . Attualmente collabora al Corriere della Sera.

## Opere principali
- Per conoscere Pasolini, Mondadori, Milano 1981.
- G. Parini, Poesie milanesi, edizione critica, All'Insegna del Pesce d’Oro, Milano. 1986.
- Poeti dialettali del Novecento, Einaudi, Torino. 1987.
- F. G. Corio, Poesie milanesi e toscane, edizione critica, All'Insegna del Pesce d’Oro, Milano. 1988.
- Le parole perdute. Dialetti e poesia nel nostro secolo, Einaudi, Torino. 1990.
- L'orologio di Noventa. Lingua, dialetto e letteratura, Guerini e Associati, Milano. 1992.
- «Un canale detto il Naviglio». Le testimonianze degli scrittori dal XIII secolo a oggi, Mursia Milano. 1994.
- La poesia in dialetto. Storia e testi dalle Origini al Novecento, 3 voll., Meridiani Mondadori, Milano. 1999.
- Ghiacci. Uomini e avventure dalle Alpi al Grande Nord, Mondadori, Milano. 2002.
- Il ponte dell'Erfolet, Le Château, Aosta, 2002.
- Rocce. Dal Borneo alle Lofoten, dalle Alpi al Sahara. Avventure di uomini in scalata, Mondadori, Milano, 2004.
- Un cerino nel buio. Come la cultura sopravvive a barbari e antibarbari, Bollati-Boringhieri, Torino, 2008.
- Voci di Lombardia, Hoepli, Milano, 2008.
- La sfinge dei ghiacci. Gli italiani alla scoperta del Grande Nord, Hoepli, Milano, 2009.
- La letteratura degli italiani. Perché molti la celebrano e pochi la amano, Feltrinelli, Milano 2010.
- L'invenzione della natura selvaggia. Storia di un’idea dal XVIII secolo ad oggi, Bollati Boringhieri, Torino, 2013.
- Alfabeto verticale. La montagna l’alpinismo in dieci parole, Il Mulino, Bologna, 2015.
- Così vicini, così lontani. Il sentimento dell’altro, fra viaggi, social, tecnologie e migrazioni, Baldini & Castoldi, Milano, 2017.
- Simboli della montagna, Il Mulino, Bologna. 2017.
- Il libro della neve. Avventure, storie, immaginario, Il Mulino, Bologna. 2019.
- Una seconda possibilità, La Quadra, Brescia 2021.
- Abbiamo ancora bisogno degli intellettuali? La crisi dell'autorità culturale, Raffaello Cortina, Milano 2021.
- La conquista della lontananza. Viaggi, incontri, scoperte, Il Mulino, Bologna 2024.